# Fakultätsvertretung
Die Fakultätsvertretung (abgekürzt FV; bis 1. Februar 1974: Fachschaftsausschuß, abgekürzt FA; an den Kunsthochschulen bis zum Wirksamwerden des Kunstuniversitäts-Organisationsgesetzes Abteilungsvertretung; seit 1. Februar 2005 gesetzlich Organ gemäß § 12 Abs. 2 HSG 1998) ist das Kollegialorgan der gesetzlichen Studierendenvertretung auf Fakultätsebene in Österreich. Ihre Funktionsperiode beginnt mit dem 1. Juli eines Wahljahres und dauert zwei Jahre. Vereinzelt findet sich an manchen Universitäten noch die inoffizielle Bezeichnung Fachschaft für Organe gemäß § 12 Abs. 2. Oft wird diese Bezeichnung auch auf die dem Organ zugewiesenen Räumlichkeiten angewandt.
Seit 2005 sind Fakultätsvertretungen nicht mehr verpflichtend eingerichtet, sondern jede Hochschülerinnen- und Hochschülerschaft kann über ihre Satzung entscheiden, für welche universitäre Gliederungsebene (zum Beispiel Fakultäten, Fachbereiche, Departements) ein Vertretungsorgan bestehen soll. In der Satzung ist festzulegen, welche Studienvertretungen in das Organ entsenden. So hat beispielsweise die Hochschülerinnen- und Hochschülerschaft an der Universität Innsbruck sogenannte Fakultätsstudienvertretungen eingerichtet. Sollte kein eigenes Vertretungsorgan eingerichtet werden, übernimmt die Universitätsvertretung dessen Aufgaben.

## Aufgaben
Die Fakultätsvertretung ist die Vertretung der Studierenden auf Fakultätsebene und koordiniert die Tätigkeit der Studienvertretungen. Aus dem Kreis der Mandatarinnen und Mandatare wählt sie die Vorsitzende oder den Vorsitzenden der Fakultätsvertretung. Die Vorsitzenden der Fakultätsvertretungen haben Rede- und Antragsrecht in der Universitätsvertretung (allerdings kein Stimmrecht).
Durch das Universitätsgesetz 2002 universitären Entscheidungsgremien gesetzlich weniger stark reglementiert als unter den Vorgängergesetzen. Es muss daher kein Kollegialorgan auf Fakultätsebene mehr geben, dementsprechend erfolgen Entsendungen von Studierendenvertreterinnen und -vertretern praktisch nur noch über Universitätsvertretung. Durch die Universität auf freiwilliger Basis eingerichtete Organe wie etwa Fakultätskonferenzen können demgegenüber direkt durch die Fakultätsvertretung beschickt werden, wenn die Satzung der Hochschülerinnen- und Hochschülerschaft dies vorsieht. Wie auch die anderen Vertretungsebenen im System der Österreichischen Hochschülerinnen- und Hochschülerschaft, sind die Fakultätsvertretungen berechtigt, Stellungnahmen zu Gesetzes- und Verordnungsentwürfen abzugeben.
Fakultätsvertretungen verfügen über ein eigenes Budget. Insgesamt müssen mindestens zehn Prozent der Mitgliedsbeiträge den Fakultätsvertretungen zugewiesen werden, andere Einnahmen jedoch nicht. Ausgaben über 1800 Euro bedürfen der Rechtsgeschäftsübernahme der zuständigen Universitäts- oder Hochschulvertretung, bis zu diesem Betrag ist der oder die Vorsitzende gemeinsam mit dem Referenten für wirtschaftliche Angelegenheiten zeichnungsbefugt.
„Zur Information und zur Behandlung von studienbezogenen Angelegenheiten der Studierenden“ kann die Fakultätsvertretung eine Studierendenversammlung einberufen. Eine solche Versammlung muss einberufen werden, wenn dies von mindestens fünf Prozent der Wahlberechtigten schriftlich gefordert wird. Die Beschlüsse der Studierendenversammlung sind allerdings nicht bindend, sie müssen lediglich in der nächsten Sitzung der Fakultätsvertretung „behandelt“ werden.
Innerhalb von drei Monaten nach Abschluss eines Budgetjahres muss die Fakultätsvertretungen einen Tätigkeitsbericht veröffentlichen, der „die Verteilung der Studierendenbeiträge darzustellen und die Tätigkeitsfelder, insbesondere der Beratungstätigkeiten und die erbrachten Dienstleistungen darzulegen hat“.

## Geschichte
Die ersten Fachschaftsausschüsse wurden 1945 durch die Verordnung des Staatsamtes für Volksaufklärung, für Unterricht und Erziehung und für Kultusangelegenheiten vom 3. September 1945 über die studentische Selbstverwaltung an den Hochschulen wissenschaftlicher und künstlerischer Richtung eingerichtet. Diese Verordnung mit Gesetzeskraft auf der Basis des austrofaschistischen „Hochschulermächtigungsgesetzes“ aus dem Jahr 1935 richtete die einzelnen Österreichischen Hochschülerschaften an den Hochschulen als eigene Körperschaften öffentlichen Rechts ein (zusätzlich zur für die bundesweite Vertretung zuständigen Österreichischen Hochschülerschaft – ohne Zusatz). Die Zahl der Mandate der Fachschaftsausschüsse wurde in der Geschäftsordnung des jeweiligen Hauptausschusses geregelt, die der Genehmigung des Staatsamtes bedurfte. Die Mitglieder selbst wurden nach einer vom Staatsamt erlassenen Wahlordnung durch die „ordentlichen Hörer und Hörerinnen österreichischer Staatsbürgerschaft“ gewählt.
Aufgrund eines Erkenntnisses des Verfassungsgerichtshofes musste die Verordnung 1950 durch ein eigenes Hochschülerschaftsgesetz ersetzt werden. Anstelle der parallel bestehenden Hochschülerschaften an den einzelnen Hochschulen und der bundesweiten Österreichischen Hochschülerschaft gab es fortan nur noch eine einheitliche Österreichische Hochschülerschaft, die Fachschaftsausschüsse blieben aber als Organe der neuen Einheitskörperschaft bestehen. Die Vorsitzenden der Fachschaftsausschüsse waren automatisch stimmberechtigte Mitglieder des Hauptausschusses und wurden ihren jeweiligen wahlwerbenden Gruppen (Fraktionen) zugerechnet. Damit die Mehrheitsverhältnisse im Hauptausschuss dem Wahlergebnis entsprachen, wurde das Gremium um entsprechend viele weitere stimmberechtigte Mitglieder ergänzt.
Mit dem 1973 verlautbarten neuen Hochschülerschaftsgesetz (HSG 1973) wurden erneut eigene Körperschaften für die einzelnen Hochschulvertretungen eingerichtet. Die bestehenden Fachschaftsausschüsse wurden in Fakultäts- und Abteilungsvertretungen umgewandelt, das Delegationssystem wurde abgeschafft. Alle Mandatarinnen und Mandatare der Hauptausschüsse wurden nun direkt gewählt, die Vorsitzenden der Fakultäts- und Abteilungsvertretungen verfügten nur noch über eine beratende Stimme.
Nach langen Beratungen wurde 1998 erneut ein völlig neues Hochschülerschaftsgesetz (HSG 1998) erlassen. Die Abteilungsvertretungen wurden aufgelassen (an den Kunsthochschulen, die noch nicht ins Kunstuniversitäts-Organisationsgesetz übergeleitet waren, erst mit Wirksamwerden dieses Gesetzes). Die Zahl der Mandate der Fakultätsvertretungen blieb gleich (mindestens fünf, maximal elf). Anfang 2005 wurde durch eine Novelle des HSG 1998 die verpflichtende Einrichtung von Fakultätsvertretungen gemeinsam mit deren Direktwahl abgeschafft. Seither können die Hochschülerinnen- und Hochschülerschaften autonom über die Einrichtung von Fakultätsvertretungen, Fachbereichsvertretungen und so weiter bestimmen. Die Mandate werden durch ein ebenfalls in der Satzung zu regelndes Entsendungsverfahren von den Studienvertretungen bestimmt.

## Wahlrecht
Seit der HSG-Novelle 2005 werden die Fakultätsvertretungen (gesetzlich seit damals Organe gemäß § 12 Abs. 2) nicht mehr direkt gewählt. Stattdessen entsenden die Studienvertretungen nach Maßgabe der Satzung der Hochschülerinnen- und Hochschülerschaft, wobei die Zahl der Studierenden der jeweiligen Studienrichtung zu berücksichtigen ist.
Die Größe der Fakultätsvertretung richtet sich immer noch nach der Zahl der Wahlberechtigten:
| Wahlberechtigte | Mandate |
| --------------- | ------- |
| bis 2.000       | 5       |
| bis 3.000       | 7       |
| bis 4.000       | 9       |
| über 4.000      | 11      |

Zusätzlich gehören der Fakultätsvertretung die Vorsitzenden der entsendenden Studienvertretungen mit beratender Stimme und Antragsrecht an.